# نور تی‌وی
شبکه جهانی نور اولین شبکهٔ تلویزیونی فارسی‌زبانِ اهل سنت ایران است که در سال ۲۰۱۰ در امارات متحده عربی بنیان نهاده شده است. شبکه نور به پخش برنامه‌های دینی اهل سنت، گزارش، گفتگو، سخنرانی و مستندها می‌پردازد. در سال‌های اخیر دوبلهٔ فارسی مجموعه تلویزیونی عمر و صلاح‌الدین ایوبی را نیز پخش کرده است.
این شبکه بخش آزمایشی خود را در ۱۹ مرداد ۱۳۸۷ بر روی ماهواره هات‌برد، عرب‌ست و نایل‌ست آغاز کرده و در تاریخ ۱۹ تیر ۱۳۸۸ رسماً افتتاح شده است.